# Unsere Tante ist das Letzte
Unsere Tante ist das Letzte ist eine deutsche Filmkomödie von Rolf Olsen aus dem Jahr 1973.

## Handlung
Otto Wilhelm Hirsekorn hat es nicht leicht: Er hat mit seiner Frau in höherem Alter noch zwei Kinder bekommen und teilt sein Haus zudem mit seinem grenzdebilen Schwager Luitbert Gimpl, der sogar unfähig ist, in seinem Gartenschlauch-Betrieb Blume & Co Schläuche aufzurollen. Dennoch bringt Otto Wilhelms Frau Sieglinde ihren Mann immer wieder dazu, ihrem Bruder Luitbert noch eine Chance in der Firma zu geben, die von Armin Blume geleitet wird. Der Schwerenöter Blume steht unter dem Pantoffel seiner Frau, hat es aber dennoch geschafft, die vakante Sekretärinnenstelle mit der attraktiven Blondine Corinna Schmoll zu besetzen. Heimlich organisiert er eine Dienstreise nach Venedig, auf die er Corinna mitnimmt. Nach Venedig geht es auch für die Familie Hirsekorn. Otto Wilhelms überdrehte Schwester Almut ist in der Stadt, wo eine Campingausstellung stattfindet, auf der sie ausstellt. Die Familie besucht die Ausstellung und der sonst stets glücklose Luitbert gewinnt als 100.000. Besucher eine Urlaubsreise für vier Personen nach Venedig. Kurz darauf reisen er und das Ehepaar Hirsekorn samt beiden Kindern in die italienische Lagunenstadt. Tante Almut bleibt zurück. Nach Venedig verschlägt es auch die beiden jungen Frauen Margot und Susi. Für Susi ist die Reise auch Ablenkung: Ihr Vater würde sie gerne mit dem ihr unbekannten Medizindozenten Martin verkuppeln.
Für Familie Hirsekorn beginnt der Urlaub in Venedig ernüchternd: Die Stadt ist überfüllt, Strand und Meer sind nur zu erahnen und das versprochene Motorboot steht auch erst am nächsten Tag zur Verfügung. Die Familie übernachtet so notgedrungen auf einem Campingplatz. Sie weiß nicht, dass ihr Boot derzeit noch von den beiden Rauschgiftschmugglern Luigi und Paco genutzt wird, die den Stoff in einem Rettungsring verstecken, den sie am nächsten Tag von Bord holen wollen. Da haben bereits die Hirsekorns und Luitbert das Boot erhalten und eine Reise aufs Meer unternommen. Luitbert entdeckt die Drogen und wird high, was am Ende unter anderem zu seiner Verhaftung führt. Susi und Margot lernen in ihrem Hotel Dr. Martin Klamm und seinen Freund Rolf kennen, wobei Susi und Margot sich als die jeweils andere ausgeben und auch Martin nicht erkennt, dass er mit der ihm eigentlich von den Erzählungen seines Vaters her verhassten Susi flirtet. Am Ende werden Martin und Susi sowie Rolf und Margot ein Paar.
Armin Blume wird von seiner Frau nach Venedig verfolgt und kann nur durch einen Zufall einen Ehestreit verhindern. Er behauptet, dass Luitbert, der sich im Hotel um eine Stelle bewerben wollte, und Corinna ein Paar sind; beide müssen nun notgedrungen die Frischverlobten mimen. All dies führt zu Verwirrungen und Verwechslungen. Als Hirsekorns Familienhund schließlich das restliche Urlaubsgeld frisst, reist die Familie vorzeitig nach Hause zurück. Hier ist Tante Almut gerade dabei, das Haus der Familie nach ihren Vorstellungen umzugestalten. Sie will zukünftig bei den Hirsekorns wohnen. Otto-Wilhelm tritt mit seiner Familie sofort erneut die Flucht nach Italien an.

## Produktion
Unsere Tante ist das Letzte wurde unter anderem in Venedig gedreht. Rex Gildo singt im Film das Lied Hasta la vista (schönes Mädchen, weine nicht), während Renate und Werner Leismann mit dem Lied Ein Schlafsack und eine Gitarre auftreten. Der Film kam am 28. November 1973 in die deutschen Kinos. Es war der letzte Kinofilm, in dem Rex Gildo eine Rolle übernahm.

## Kritik
„Ein an Schwachsinn grenzender Klamauk, von allen guten Geistern verlassen“, befand der film-dienst. Cinema nannte den Film „erbärmlich“.